# Ed Stafford
Edward James Stafford (Peterborough, 26 dicembre 1975) è un esploratore e personaggio televisivo britannico.

## Biografia
Nato a Peterborough nel 1975, viene adottato da Barbara e Jeremy Stafford, avvocati, e cresce nella contea del Leicestershire. Il padre adottivo muore nel 1999, quando Stafford ha ventitré anni.
Entra a far parte delle forze armate britanniche, ottenendo una medaglia nel 2000, per poi lasciare la carriera col grado di capitano nel 2002.
Lavora quindi come leader di spedizione e consulente per organizzazioni umanitarie e aziende in Belize, Guatemala, Borneo, Afghanistan, Patagonia, Argentina, Cile. Nel 2007 è assunto dalla BBC per organizzare l'installazione in Guyana di un campo base per girare la serie di documentari Lost Land of the Jaguar.
Nel 2008 inizia la prima spedizione con eco internazionale, attraversando a piedi l'intero Rio delle Amazzoni, dalla sorgente sino all'oceano, completando il percorso in più di due anni e mezzo: dal 2 aprile 2008 al 9 agosto 2010. L'avventura lo fa entrare nel Guinness dei primati e viene riportata da Channel 5 con una serie di documentari dal titolo Walking the Amazon.
Nel marzo 2011 National Geographic lo elegge come avventuriero europeo dell'anno, con una cerimonia tenuta a Stoccolma. Nello stesso anno la Royal Scottish Geographical Society gli attribuisce la medaglia Mungo Park per il suo contribuito alla conoscenza della geografia.
Nel 2012 è protagonista del programma televisivo in tre puntate Ed Stafford: Naked and Marooned, trasmesso nel 2013, nel quale viene lasciato solo con una telecamera sull'isola tropicale disabitata di Oloruna, senza cibo, vestiti né equipaggiamento. L'avventura ha una durata di sessanta giorni, nei quali Stafford riprende sé stesso e le vicende che attraversa.
Successivamente è protagonista della serie Marooned with Ed Stafford, prodotta da Discovery Channel e trasmessa dal 2013. In questa serie di documentari viene lasciato, sempre con una telecamera e senza equipaggiamento, in diversi luoghi della terra, dalla giungla alla steppa, con l'obiettivo di sopravvivere e ambientarsi in dieci giorni. Nel 2015 conduce una nuova serie dal titolo Ed Stafford: Into The Unknown (in Italia, Ed Stafford: Sfida all'ignoto), nella quale si trova a viaggiare in luoghi remoti per investigare di persona l'origine di alcune particolari immagini satellitari.
Dal 2019 è protagonista di Ed Stafford: First Man Out, trasmesso in Italia da DMAX col titolo di Ed Stafford: scontro fra titani, in cui si confronta con sei differenti esperti di sopravvivenza in specifiche sfide a due. Nello stesso anno cura le serie 60 Days on the Streets per Channel 4 ed Ed Stafford: Man Woman Child Wild per Discovery Channel. Nel 2022 è protagonista di 60 Days with the Gypsies, trasmesso da Channel 4.

## Opere
- Ed Stafford, Walking the Amazon, Plume, 2012. ISBN 978-0452298262
- Ed Stafford, Naked and Marooned, Plume, 2014. ISBN 978-0142180969
- Ed Stafford, Adventures for a Lifetime, Collins, 2018. ISBN 978-0008306359
- Ed Stafford, Ed Stafford's Ultimate Adventure Guide, Firefly Books, 2018. ISBN 978-0226852577
- Ed Stafford, Expeditions Unpacked, Frances Lincoln, 2019. ISBN 978-1781318782
- Ed Stafford, Epic Expeditions: 25 of the Greatest Voyages Into the Unknown, Aurum, 2021. ISBN 978-0711259645